# Savaştepe (district)
Savaştepe is een Turks district in de provincie Balıkesir en telt 20.868 inwoners (2007). Het district heeft een oppervlakte van 410,6 km².
De bevolkingsontwikkeling van het district is weergegeven in onderstaande tabel.
| 1997   | 2000   | 2007   |
| ------ | ------ | ------ |
| 21.585 | 23.355 | 20.868 |